# Triebnietmaschine

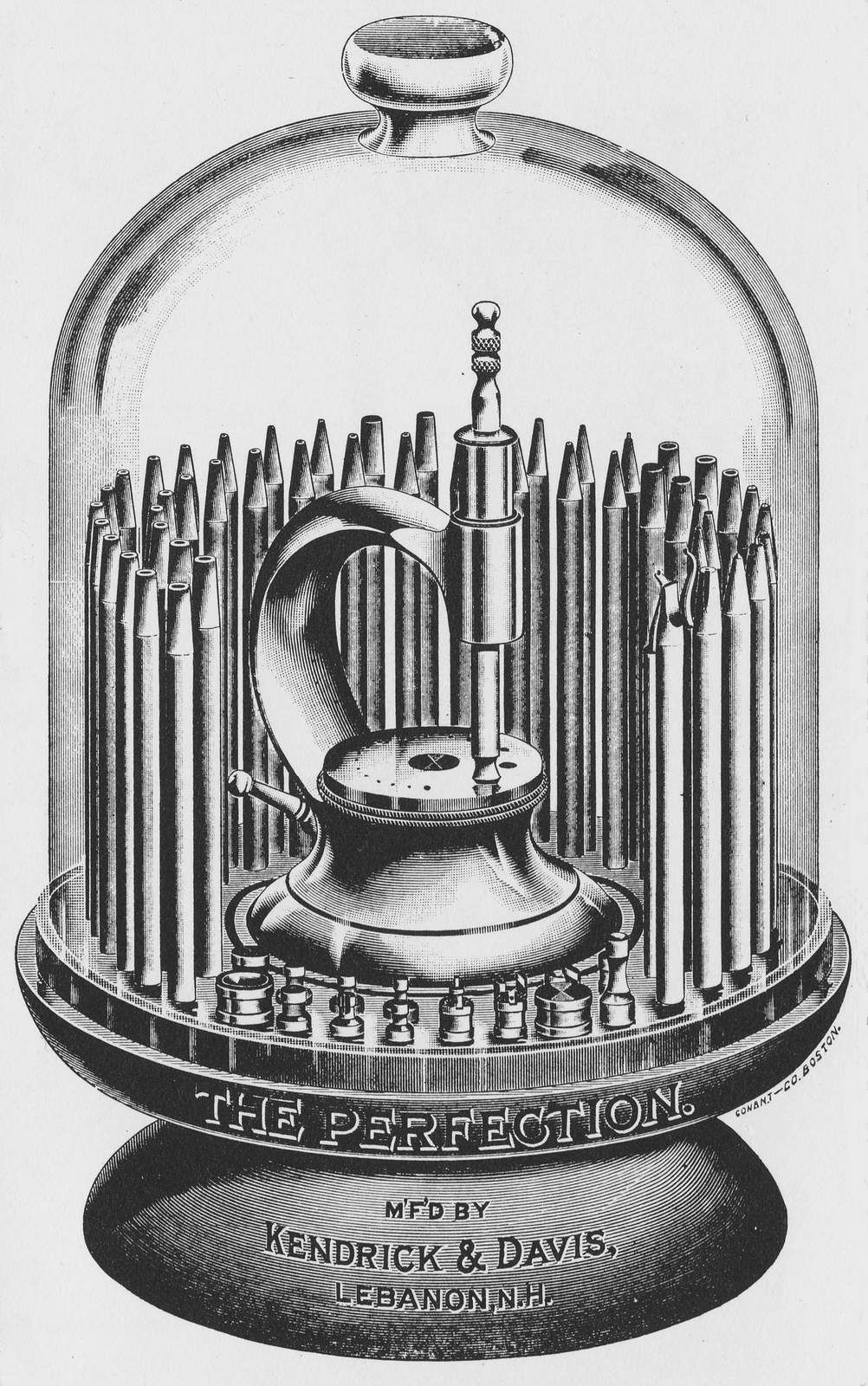
Triebnietmaschine aus dem Jahr 1896

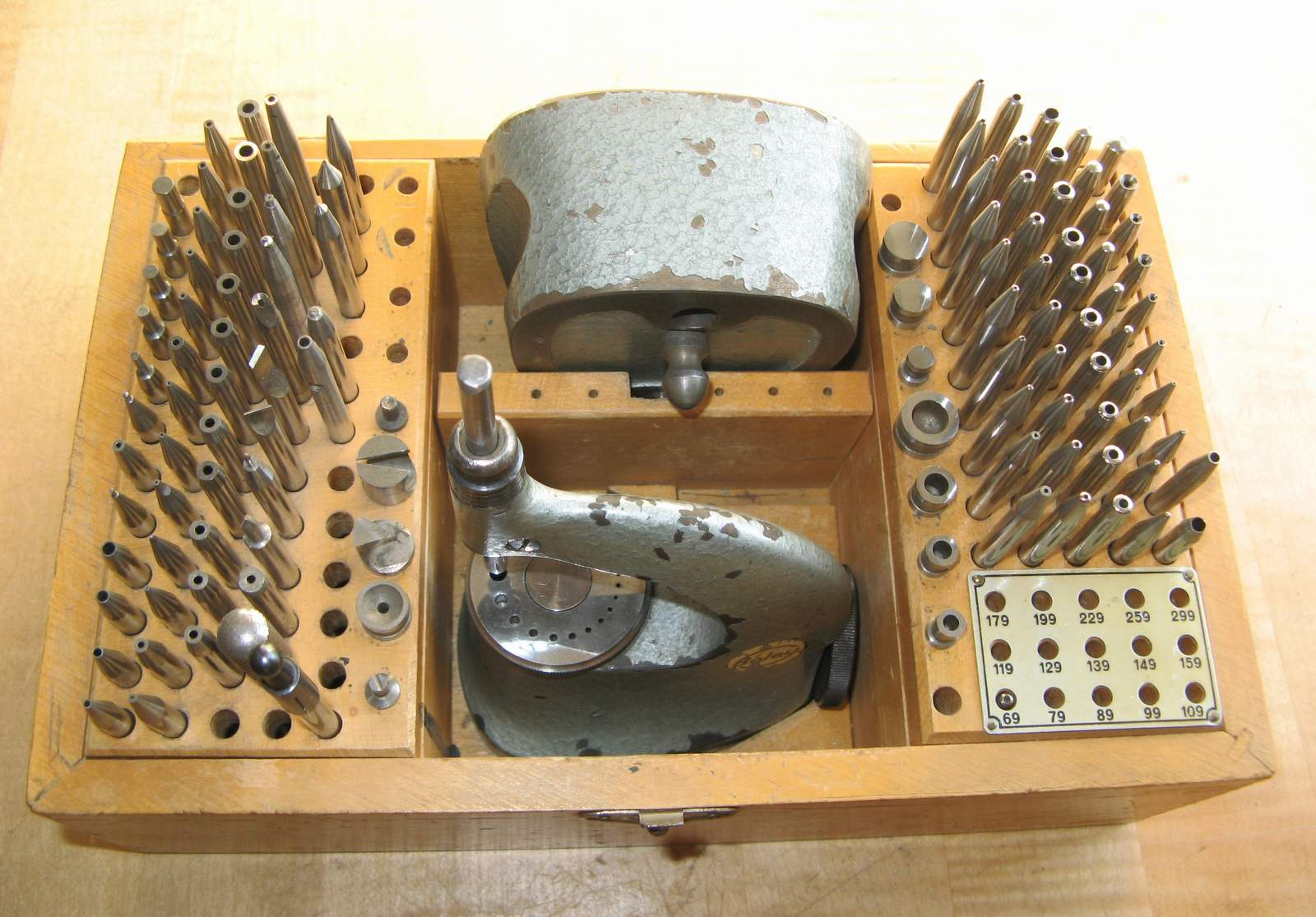
Triebnietmaschine mit Zubehör

Eine Triebnietmaschine auch Treibnietstock genannt, ist ein Uhrmacherwerkzeug zum präzisen, senkrechten Führen von Punzen. Punzen haben verschiedene Formen, die für ganz unterschiedliche Arbeiten benötigt werden.

## Beschreibung
Die moderne Triebnietmaschine besteht aus einem Gestell mit Punzenführung und drehbarer Nietplatte mit kreisförmig angebrachten Löchern. Darunter befindet sich ein abnehmbarer Ambossuntersatz.
In einem Holzkästchen oder auf einem Holzteller sind verschiedene Flach-, Rund- und Hohlpunzen zusätzlich mit Ambösschen und Stempeln für die Nietplatte gestaffelt. Mit dem „Punzenheber“ werden die Teile herausgenommen.
Vielfach wird die Triebnietmaschine auch noch durch eine Steinpressvorrichtung ergänzt, eignet sich also gleichzeitig auch zum Einpressen von Lagersteinen.

## Funktion
Je nach Arbeitsvorgang wird das ausgewählte Loch in der Nietplatte der Triebnietmaschine mit einem speziellen „Zentrierpunzen“ zentriert. Danach wird die Nietplatte in der zentrierten Position mit einer Rändelschraube fixiert. Der für die Arbeit erforderliche Punzen wird exakt senkrecht und spielfrei von oben geführt. Das Werkstück wird zwischen Punzen und Nietplatte platziert und danach mit Hilfe eines Uhrmacherhammers bearbeitet.
Für bestimmte Arbeiten können kleine Ambösschen von oben in die Nietplatte eingesteckt werden.
Der abnehmbare Ambossuntersatz der Triebnietmaschine hat zwei Funktionen
- Er dient als Zusatzmasse beim Vernieten
- Es können beliebige Punzen in den Ambossuntersatz von unten durch die Nietplatte gesteckt werden, die dann für bestimmte feine Arbeiten als Ambösschen dienen.

Die Triebnietmaschine und deren Punzen und Ambösschen werden bis heute für sehr viele anfallende Arbeiten in der Uhrmacherei verwendet.

## Anwendungsbeispiele
- Nieten
- Löcher verengen
- Löcher stanzen
- Material strecken – stauchen[4]
- Teile, Material richten
- Teile einpressen – auspressen
- Stifte, Wellen einschlagen – ausschlagen